# 中国バス
株式会社中国バス（ちゅうごくバス、英訳名Chugoku Bus Co., Ltd.）は、広島県福山市に本社を置き、広島県東部を運行エリアとする乗合バス・貸切バス事業者。両備ホールディングスの子会社で、両備グループに属する。
純民間資本のバス専業事業者で、JR西日本グループのJRバス中国とは無関係（同社の車両の社名表記は商号変更前から「JRバス中国」となっている。）。

## 概要
中国バスは福山市・尾道市・三原市を中心に、広島県東部一帯の広範囲に路線を持ち、山間地の路線が多い。近年は、県内および県外（関西方面）への昼間高速バスを多数運行している。南北に伸びる鉄道路線が福塩線のみであることから、地域の生活の足として古くから幹線的な中長距離路線を運行している。
一方でモータリゼーションが進展し、過疎化や少子化によりローカル路線の乗客が減少したことや、ツアーバス参入などによる高速バスの過当競争などから、苦しい経営環境が続き、乗務員に無理な運行を強いるなどの行為がたびたび露見し、当局より指導を受けるなどしてきた。
その後も経営環境は好転せず、2006年には整理回収機構の協力のもとで「企業再生スキーム」を活用した私的整理・再生手続により、経営権を岡山県の両備バス（現：両備ホールディングス）に譲渡することを決定した。そして12月22日に両備バスが設立した新法人の「株式会社中国バス」が経営を引き継いだ。旧法人の「中国バス株式会社」は2007年3月8日に広島地方裁判所福山支部に破産手続を申し立て、同年3月12日に開始決定を受けた（負債総額は144億円）が、後述の通り2010年に破産廃止となり完全消滅している。経営状態の良かった中国商事（のちのサルボ両備）については、両備グループに直接吸収される形となっている。
2012年11月1日からは、バス事業を廃業する井笠鉄道からの譲渡を受け、同社が展開していた一部路線と高速バス3路線、貸切バス事業を引き継いだ。旧井笠鉄道路線については、社内カンパニーの井笠バスカンパニーを新設し、同カンパニーの担当となった。なお、井笠鉄道から引き継いだ一般路線の中国バスにおける運行は、道路運送法第21条1項による緊急措置扱いであるため2013年3月31日までの暫定措置となっており、2013年4月1日からの経営形態については年内に別途検討を行い、引き続き両備グループでの引き受けとなった場合は新会社を設立して運行することを、中国バスの親会社である両備ホールディングスは表明していた。
2013年4月1日から、旧井笠鉄道の岡山県内完結路線と岡山県・広島県を越境する路線は、中国バスの100%出資による子会社として設立した株式会社井笠バスカンパニーに承継し、福山市内完結路線については、中国バス社内カンパニー「井笠バス福山カンパニー」による暫定運行を9月30日まで継続した後、同年10月1日からは、一部路線を中国バスの運行に一本化または廃止、デマンド型交通（乗合タクシー）に移行などとした上で、越境路線と同様に株式会社井笠バスカンパニーにより運行することとした。

## 歴史
現在の「株式会社中国バス」は、法人登記の上では2006年12月に両備バス（現・両備ホールディングス）の100%子会社として新たに設立された会社である。
その源流をたどれば、1931年3月に設立された新市自動車を前身とする。芦品郡新市町に設立された同社は、すでに1921年に設立されていた「ニコニコ自動車商会」を吸収合併したが、会社名は吸収されたニコニコ自動車商会とし、その後も近隣のバス会社を買収しつつ規模を拡大していった。本社所在地は、1941年に福神自動車との合併を機に福山市へ移したが、太平洋戦争のためかほどなく広島県府中市に移転している。
旧法人の「中国バス株式会社」（以下「旧中国バス」）設立の直接のきっかけは、1961年に名称変更したニコニコバスと、1964年8月に鉄道路線を廃止してバス専業になった尾道鉄道との合併である。1970年2月に設立された旧中国バスは福山市に本社を置き、以降は備後地域を営業地域とした乗合バス事業者として営業を続けていく。
合併後の主要株主は、近畿日本鉄道、広島日野自動車等の法人や、旧尾道鉄道・ニコニコバスの経営陣等の個人であった。
1980年代後半から1990年代前半は、高速道路網の発達と国鉄分割民営化による国鉄の影響力低下により、全国的に都市間高速バス（特に長距離夜行高速バス）開業ブームとなった。中国バスにおいても、1990年に外部から濱岡康正が社長に就任してからは、高速バス路線を積極的に開設した。それまでも2大都市である
東京・大阪への高速バス路線（三原・尾道・福山 - 東京、三次 - 大阪）は運行していたが、高速バス「ローズライナー」の路線開設で中心的な役割を果たし成功を収めてからは、広島交通とともに備後地域と広島市を結ぶ高速路線バスの開設を続け、また備後地域と他地域を結ぶ高速バス路線開設も積極的に進めていった。
しかし、高速バス路線用に必要な大型バス購入資金の借入金利や減価償却費負担が膨らみ、会社全体では赤字基調となってしまった。自社不動産の時価評価への評価替えや減資を行って帳簿上は黒字とした時期もあったが、ついに資金繰りの行き詰まりにより、2006年6月から整理回収機構の「企業再生スキーム」を利用した私的再生手続を始めた。
事業行き詰まりに手を差し伸べたのが両備バスを中心とした両備グループであった。すでに子会社岡山電気軌道を通じた南海電気鉄道貴志川線の引き受けで実績を作り、そのほかにも岐阜市など地方の公共交通路線の引き受けに積極的だった両備グループは、本来の営業基盤である岡山県南部に近いことなどから引き受けに回った。
そして、新法人である「株式会社中国バス」（以下「当社」）を2006年10月16日に会社登記、同年12月1日に設立し、同年12月22日付で旧中国バスから一切の事業が譲渡された。同様に中国商事など旧中国バスの関連子会社も両備グループ傘下となった。旧中国バス時代は経営難から車両整備が行き届かず故障発生率が高く、高速バス「メイプルハーバー」の火災事故などにつながった。そのため当社事業開始直前には、両備バス（現・両備ホールディングス）から整備スタッフが派遣され、車両の総点検が行われると同時に、車両点検整備の基準も両備ホールディングス基準に改められた。
事業を譲渡した旧中国バスは、2007年3月に破産手続が開始された。2010年10月19日付で費用不足のため破産廃止となり、登記簿が閉鎖され法人格消滅。同社は名実ともに79年の歴史に幕を閉じた。
なお、旧中国バスの子会社のうち、ニコニコ観光、中国タクシー、三原交通 など一部企業は両備グループ入りせず独立系に移行した。
PASPYについては、2008年、福山市内線、府中線、木ノ山線、加茂線、平成大学線、北部ゾーンバス、市内ループ線から導入を開始し、その他の路線については2009年に導入された。定期券については完全にPASPYに一本化せず、利用者の希望に応じて紙製の補充定期券とPASPY定期券の両方を販売している（井笠バスカンパニーも同様）。
両備グループ入り後の2009年から、安全向上に向けた取り組み「日本一安全な運輸企業大作戦」を行っていたが、2013年11月26日には、国土交通省中国運輸局から乗務時間等遵守違反、点呼義務違反等の文書警告を受けた。

## 営業所

### ナンバープレート
各営業所・車庫の配置車両のナンバープレートは以下の通り。
- 広島営業所、三次営業所（閉鎖）
  - 広島ナンバー。
- 東城出張所、田総車庫（閉鎖）
  - 2005年4月1日以降の登録車両は広島ナンバー。それ以前の車両は福山ナンバー。
- 甲奴車庫（閉鎖）
  - 2004年4月1日以降の登録車両は広島ナンバー。それ以前の車両は福山ナンバー。
- 笠岡営業所
  - 倉敷ナンバー（ご当地ナンバー）。
- その他の営業所、車庫
  - 福山ナンバー。

### 現行営業所・車庫
括弧内は最寄バス停留所。
福山営業所管内
- 本社・福山営業所（多治米車庫前）
  - 広島県福山市多治米町六丁目12-31
- 福山営業所油木車庫（油木）
  - 広島県神石郡神石高原町油木乙3419
    - 2023年3月末をもって営業所窓口の営業を終了[10]。車庫機能は継続。
- 福山営業所東城出張所（東城（高速乗合バス））
  - 広島県庄原市東城町川西226-21

府中営業所管内
- 府中営業所（目崎車庫）
  - 広島県府中市目崎町168
- 府中営業所上下車庫（上下駅前）
  - 広島県府中市上下町上下845-2
    - 2024年8月31日を最終日として、窓口の営業を終了[11]。
- 府中営業所金丸車庫（金丸車庫）
  - 広島県福山市新市町金丸1674-1

尾道営業所管内
- 尾道営業所（三成）
  - 広島県尾道市美ノ郷町三成1120-1
- 尾道営業所市車庫（市出張所）
  - 広島県尾道市御調町市303-3
- 尾道営業所三原車庫（西野町（芸陽バス））
  - 広島県三原市西野四丁目2

甲山営業所管内
- 甲山営業所（甲山）
  - 広島県世羅郡世羅町西上原92-8

広島
- 広島営業所（中筋バスターミナル（高速乗合バス））
  - 広島県広島市安佐南区中筋一丁目14-1
    - 尾道営業所より分離昇格

岡山県
- 笠岡営業所（美の浜バスターミナル）
  - 岡山県笠岡市美の浜5番地
    - 貸切専業。井笠バスカンパニー笠岡営業所へ管理委託

### 閉鎖された営業所
- 福山営業所平成車庫（平成車庫・平成大学西）
  - 広島県福山市御幸町上岩成249-1
    - 2021年3月末に、福山営業所（多治米車庫）に統合される形で廃止。
    - 跡地は親会社の両備ホールディングスが「両備バスカンパニー広島営業所」として利用している。
- 福山営業所加茂車庫（粟根）
  - 広島県福山市加茂町粟根618
    - 2024（令和6）年3月末に、加茂線（粟根～四ツ角・中国中央病院～福山駅前）の路線廃止により、車庫廃止[12]
    - 跡地は路線を引き継いだ北振バスが「粟根車庫」として利用している。
- 府中営業所・田総車庫（田総車庫）
  - 広島県庄原市総領町稲草
    - 2012（平成24）年9月末に、庄原線（庄原～田総～上下・府中）の路線廃止により、車庫廃止
- 府中営業所・天満車庫（天満）
  - 広島県福山市芦田町上有地2588
    - 2020（令和2）年9月末に、天満線（新市駅前～戸手高校前～天満）、柞磨線（フジグラン前～山守・動物園～柞磨）の路線廃止により、車庫廃止[13]
- 三次営業所三次車庫（三次車庫（高速乗合バス）、丸大食品前（お太助バス））
  - 広島県三次市粟屋町3449-3
    - 2012年10月に、甲山営業所より分離昇格
    - 2021年6月末に、担当の高速バス全便運休などによる機能効率化により廃止[14]
- 油木営業所呉ヶ峠車庫（神石支所前（神石高原町町営バス））
  - 広島県神石郡神石高原町高光992
    - 2021（令和3）年9月末に、西福東線（呉ヶ峠～牧・高蓋～福山駅前）の路線廃止により、車庫廃止[15]
- 甲山営業所小国車庫（小国）
  - 広島県世羅郡世羅町小国
    - 2021年（令和3）9月末に、甲山小国線（甲山営業所～世羅中学校・賀茂～小国）の路線廃止により、車庫廃止[15]
- 福山営業所高蓋車庫（高蓋）
  - 広島県神石郡神石高原町高蓋1146-2
    - 2021（令和3）年9月末に、東福東線（高蓋～上井関・四ツ角～福山駅前）の路線廃止により、車庫廃止[15]
- 甲山営業所甲奴車庫（甲奴駅前）
  - 広島県三次市甲奴町本郷657-1
    - 2023（令和5）年6月16日に、三次－甲奴線の路線廃止により、車庫廃止
    - 廃止前からピースライナーの運用車両は甲山営業所と甲奴駅前との間で回送での送り込みが行われていた。
    - 車庫廃止後もピースライナーの折り返し時間の待機場として使われている。

## 路線

### 高速バス

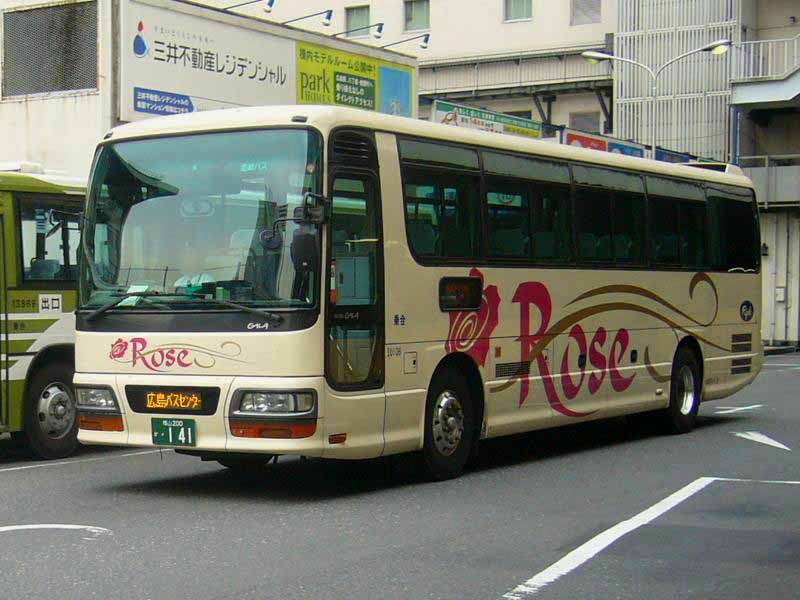
高速バス「ローズライナー」

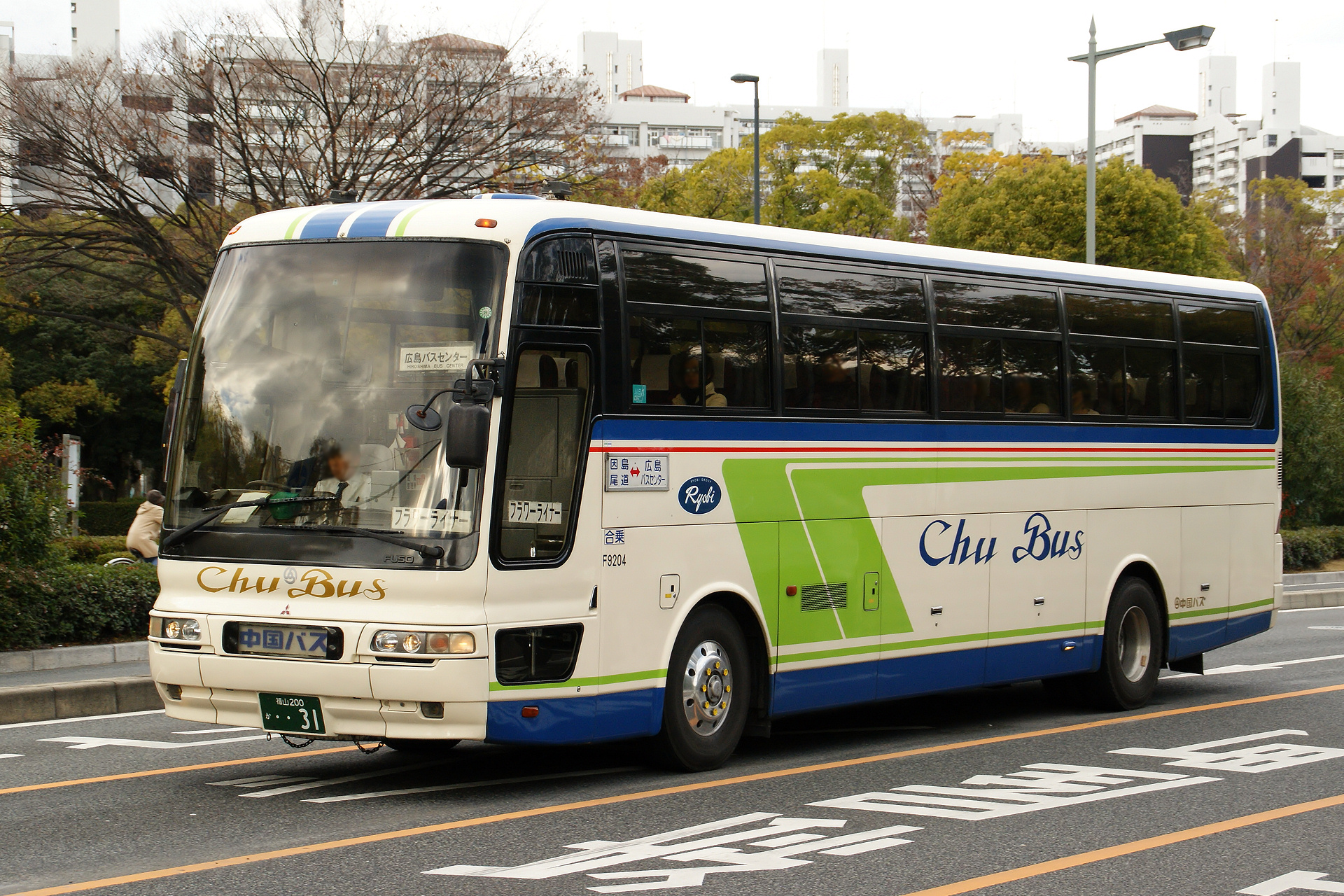
高速バス「フラワーライナー」
汎用車両。専用カラーの車両もある

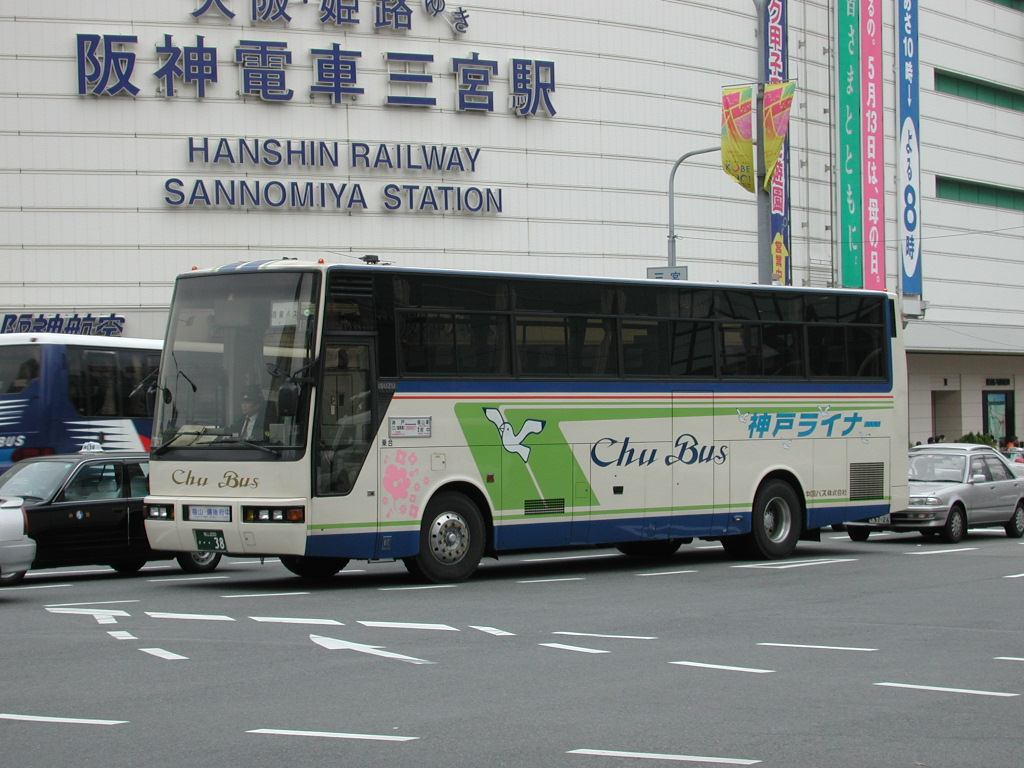
高速バス「神戸ライナー」
いすゞ・スーパークルーザー SHD（I9001号車）
U-LV771R 1990年式

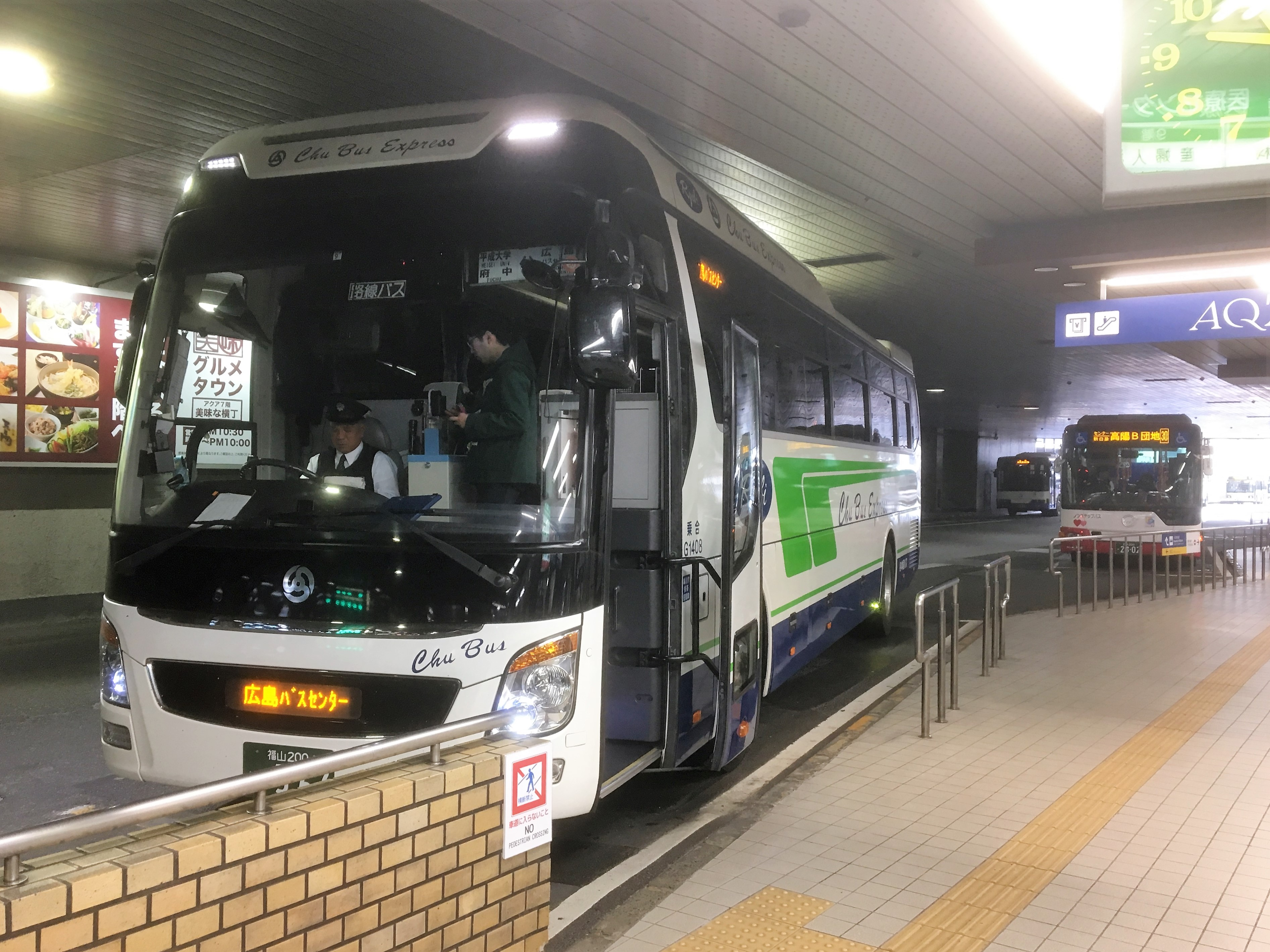
広島バスセンターに到着した高速バス「リードライナー」

経路や共同運行事業者などの詳細については、各路線の記事、#外部リンクの中国バス公式サイトを参照。

#### 現行路線
専用車、専用塗装で運行している路線も、整備・点検・車両不具合などの際には一般車両で代走する場合がある。
夜行便
- エトワールセト号 （三原・尾道・御調・福山 - 新宿）
  - 3列シート・トイレ付きのスーパーハイデッカー車で運行。
- ドリームスリーパー Superior Class （広島・福山 - 東京ドームホテル・大崎駅）
  - 専用塗装の三菱ふそう・エアロエース、全11席の車両で運行。

昼行便
- びんごライナー （府中または尾道・福山 - 大阪）
- みよしワインライナー（三次 - 新大阪）
- しまなみライナー （福山 - 今治）
- キララエクスプレス （福山・尾道 - 松山）
- ローズライナー （広島 - 福山）
- リードライナー （府中・御調 - 広島）
- ピースライナー （甲奴・上下・甲山・久井 - 広島）
- フラワーライナー （因島・尾道 - 広島）
- シトラスライナー （因島 - 福山）
- F/HIJ エアポートリムジン （福山 - 広島空港）
- カブトガニ号 （神辺・井原・笠岡 - 大阪）- 2012年11月1日より運行（井笠鉄道より移管）。
- きんさいライナー （福山 - 三次）※2018年8月17日より運行

#### 廃止路線

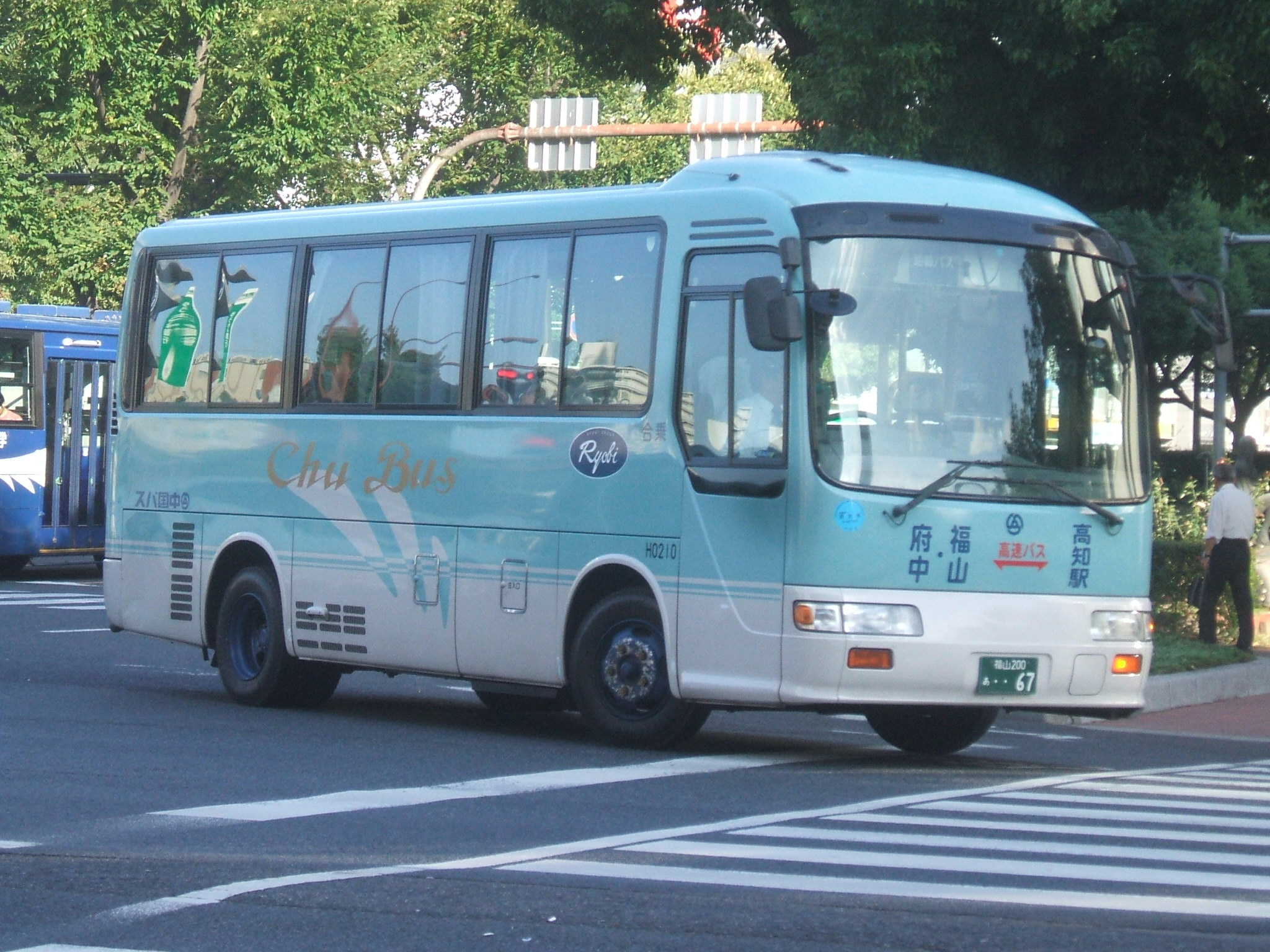
高速バス「オーシャンライナー」で使用されていた小型車
日野・リエッセで運行されていた高速バス路線として特筆される。

- やまびこライナー （神石高原（油木・三和） - 広島）
- さぬきライナー （福山 - 高松）（2001年3月1日[16]
  - 2004年2月29日をもって運行終了。

香川県側の予約・発券、運行支援は四国高速バスが行っていた。
- しまなみライナー （尾道 - 今治）
  - 2005年6月20日をもって運行終了。

共同運行：本四バス開発・しまなみバス開発（当時）・瀬戸内運輸
- 弥次喜多ライナー （広島・東広島・福山 - 町田・横浜）
  - 2006年5月20日をもって運行終了。
- ももっちライナー （福山 - 岡山空港・岡山）
  - 2008年1月31日をもって運行終了。

共同運行：井笠鉄道・両備ホールディングス
- フライングフィッシュ号 （平成大学・福山 - 米子・松江）
  - 2015年9月30日をもってクロスウェイエクスプレスと統合。
- オーシャンライナー （府中・福山 - 高知）
  - 2015年12月13日をもって運行終了。

小型車の日野・リエッセで運行されていた。
高知県側の予約・発券、運行支援はとさでん交通が行っていた。
- クロスウェイエクスプレス （福山・尾道 - 雲南・松江・米子）
  - 2016年11月13日をもって運行終了。
- みやこライナー （尾道・福山 - 京都）
  - 2021年3月31日をもって運行終了。
- 広福ライナー （昼行:広島 - 福岡、夜行:福山・東広島・広島 - 福岡）
  - 2022年12月15日をもって手続き上は当社による運行を終了（撤退）扱いとした。ただし、上記のみやこライナーと異なり、中国バスの公式ウェブサイトでは長期運休中扱いで掲載を継続し、福山駅前高速バスのりばでも「運休中」の扱いで時刻表への掲載を継続している。
  - 路線自体は残る3社（JR九州バス・JRバス中国・広交観光）によって運行継続中。
- メイプルハーバー （広島・東広島・福山 - 横浜）
  - 2020年4月7日出発便より運休し、再開される事無く2024年10月31日付で正式に廃止。
- 神戸ライナー （甲山・尾道または府中・福山 - 神戸（三宮））
  - 2024年12月31日をもって路線廃止。

### 特急バス

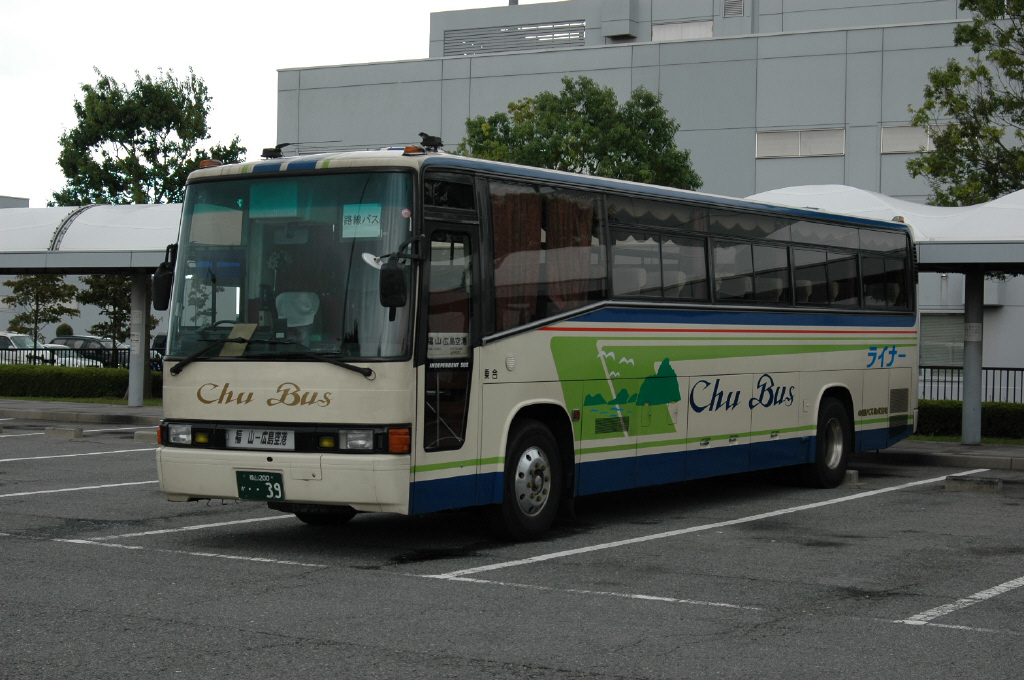
空港連絡バス（福山 - 広島空港）
日野・ブルーリボンRU（H9010号車）
P-RU638BB改、1990年式
のち「ももっちライナー」にコンバート

#### 現行路線
- エアポートリムジン（三原 - 広島空港線）
  - 1/10 三原駅前 - 本郷支所前 - 中央森林公園 - 広島空港

#### 廃止路線
- エアポートリムジン（尾道・三原 - 広島空港線）
  - （三成（尾道営業所））- 三原駅前 - 広島空港
    - 尾道発着は1往復のみで、三原線の路線延長のような形であった。
    - 空港開港当時は、尾道駅-三成-（山陽道）-広島空港・広島空港-（山陽道）-三原久井IC-三原駅-尾道駅といった経路も存在した。
    - その後尾道 - 広島空港間は2016年に入り、おのみちバスの「エアポートバス」運行開始に伴い事実上路線が復活した。
    - この他には、高坂PAで高速バス「フラワーライナー」とエアポートリムジン（福山 - 広島空港線）を乗り継ぐ方法がある。
- 尾道 - 三次
  - 尾道駅 - 新尾道駅 - 市 - 甲山 - 吉舎 - 三良坂 - 三次駅
    - 新幹線新尾道駅開業時に新尾道駅利用客を増やす目的で開設したが、特急バス利用客は伸び悩み休止になった。
    - 車両は貸切用や三次 - 大阪線の初代車を転用したデラックスタイプだった。

### 一般路線バス

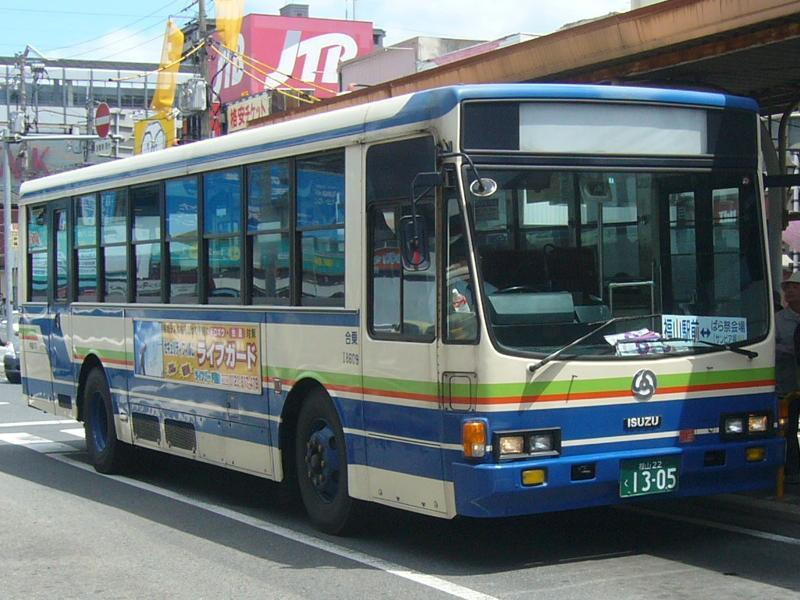
一般路線バス

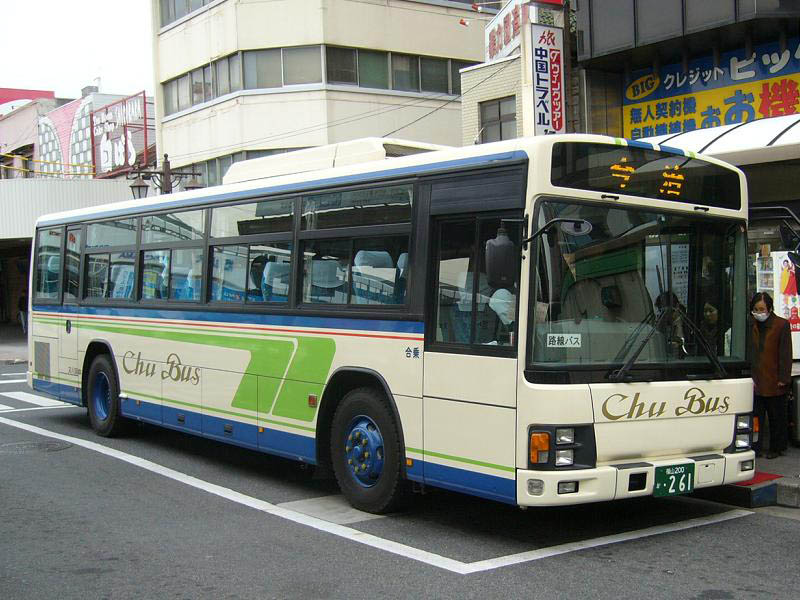
一般路線バス（トップドア車）

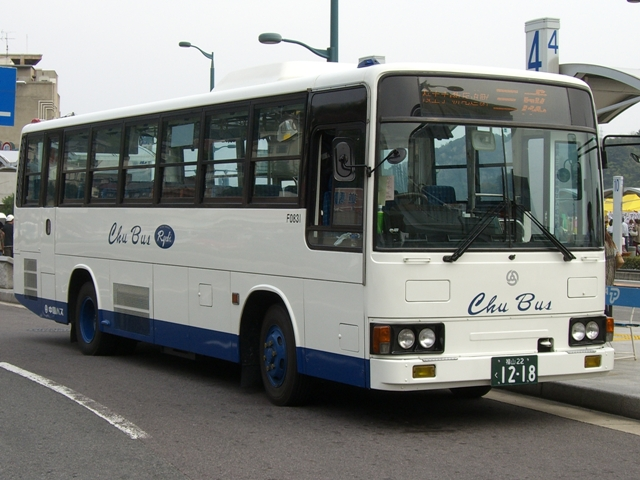
一般路線バス
両備バスカラーに準じた塗色

各路線の詳細については、#外部リンクの中国バス公式サイトを参照。
- 2022年4月1日現在。
- （停留所名）は一部の便のみ停車。＜停留所名/停留所名＞はどちらかを経由。

2017年4月1日より福山地区・尾道地区・三原地区（エアポートリムジン（三原 - 広島空港線）を含む。福山市北部・府中市・神石高原町・尾道市御調町のゾーンバスを除く）で路線番号を導入している。

#### 福山市
中国バスは主に福山駅周辺の平野部（干拓地）や住宅地、およびJFEスチール西日本製鉄所（福山地区）への路線等を担当している。市街地を走る路線は循環系統が多く、これらは経路が複雑である。
なお、同じく福山市内を運行する鞆鉄道とは回数券の共通化、PASPY導入などの連携を図っている。
井笠バスカンパニー・鞆鉄道との共通区間において、定期券の共通利用が可能（共通する全区間で適用）。
福山駅前 - 多治米車庫前
- 4-5/45 福山駅前 - 三幸社前（旧称：古地） - 総合体育館北（旧称：体育館前） - エフピコアリーナふくやま前（旧称：競馬場前→多治米町六丁目上） - 多治米車庫前（旧称：車庫前→中国バス本社前）
- 4-4/44 福山駅前 - ファーマシィ本社前（旧称：五本松） - エフピコアリーナふくやま前 - 多治米車庫前
- 4-3/43-2 福山駅前 - ファーマシィ本社前 - 西川口 - 多治米車庫前
- 4/41-1 福山駅前 - ファーマシィ本社前 - 福山医療センター - 川口 - 多治米車庫前
- 4-6/46 福山駅前 - 霞銀座 - 田中橋 - 緑町 - 福山医療センター - エフピコアリーナふくやま前 - 多治米車庫前
  - 土曜日・日曜日・祝日は運休。

福山駅前 - 卸町・福山港・箕島・箕沖線
- 41→4 福山駅前 → ファーマシィ本社前 → 福山医療センター → 川口 → 卸町南 → 卸町 → 川口 → 福山医療センター → ファーマシィ本社前 → 福山駅前
- 42→4-2 福山駅前 → ファーマシィ本社前 → 福山医療センター → 中山眼科前（旧称：誠信幼稚園前） → 福山港 → 安全衛生試験センター → 中山眼科前 → 福山医療センター → ファーマシィ本社前 → 福山駅前
- 43-1→4-3 福山駅前 → ファーマシィ本社前 → 西川口 → 箕島 → 箕沖五番 → メック広島前（旧称：箕沖一番） → 水ヶ浦 → 箕島 → 西川口 → ファーマシィ本社前 → 福山駅前
  - 2020年3月29日から土曜日・日曜日・祝日運休。
  - 2024年3月末をもって箕島止め（43号線）を廃止。
- 47→4-6 福山駅前 → 野上町 → 三菱前 → 緑町 → 田中橋 → 霞銀座 → 福山駅前
  - 左回りのみ運行。土曜日・日曜日・祝日・三菱電機福山製作所の休日は運休。

曙循環線
- 91-1 福山駅前 → ばら公園前 → 一文字 → 松浜二丁目 → 福山駅前
  - 左回りのみ運行。

向陽循環線
- 71 （右回り）福山駅前 → 市役所前 → 西町三丁目 → 木之庄 → 向陽団地 → 誠之館高校前 → 木之庄 → 北吉津 → 福山駅前
- 71-1 （左回り）福山駅前 → 北吉津 → 木之庄 → 向陽団地 → 誠之館高校前 → 木之庄 → 西町三丁目 → 市役所前 → 福山駅前
  - ただし、向陽団地は右回りでの運行となる。

福山駅前 - 坂部（津之郷）線
- 7-3/73 福山駅前 - 市役所前 - 西町三丁目 - 備後本庄駅東口（旧称：北本庄二丁目） - 山手橋 - 坂部
  - 末端の谷尻・坂部バス停は旧国道2号線上に位置し、かつては鞆鉄道も乗入れていた（67号線2系統：2022年6月30日をもって廃止）。
  - 旧2号線を鞆鉄道の路線で西進すると、坂部の次は免許センター北口バス停、3つ先は済美中学校前（備後赤坂駅前）である。

福山駅前 - 手城 - 引野口 - 鋼管町・鋼管病院線
- 21-2→2 福山駅前 → 手城二丁目 → 手城小学校 → 沖浦公園前 → 引野口 → 手城小学校 → 手城二丁目 → 福山駅前
  - 2018年10月末をもって一旦廃止されていたが、2020年3月29日に復活した。
- 2/21・21-1 福山駅前 - （福山市立大学） - 手城二丁目 - 手城小学校 - 引野口 - 鋼管町（旧称:鋼管正門前） - 鋼管病院
  - 平日の一部の便は福山市立大学経由（2号線・21号線）で運行。

福山駅前 - 深津隧道 - 西組 - 鋼管病院・鋼管町線
- 2-2/22-1 福山駅前 - 西深津三丁目 - 労働会館前 - 広大附属校前 - 高屋団地 - 伊勢丘三丁目 - 英数学館前 - 西組 - 旭ヶ丘団地上 - 鋼管病院 - 鋼管町

福山駅前 - 暁の星学院線
- 2-2/28 福山駅前 - 暁の星学院入口（旧称:深津住宅） - 暁の星学院
  - 土曜日・日曜日・祝日・福山暁の星女子中学校・高等学校の休校日は運休。
  - 道上経由東城行（後述）も、暁の星学院入口まで同一経路で運行。

幕山団地・大谷台団地線
- 81-1→8 福山駅前 → 新橋 → 千間土手東 → 東福山駅口 → 広大附属校前 → 高屋団地 → 伊勢丘三丁目 → 幕山口 → 大門高校前 → 幕山東公園 → 幕山団地中 → 東朋中学校前 → 幕山口 → 伊勢丘三丁目 → 高屋団地 → 広大附属校前 → 東福山駅口 → 千間土手東 → 新橋 → 福山駅前
  - 2013年12月から平日・土曜減便、休日運休。
  - 井笠バス.C運行分は、2013年9月末をもって廃止。
- 81-2・81→8 福山駅前 → 新橋 → 千間土手東 → 東福山駅口 → 広大附属校前 → 高屋団地 → 伊勢丘三丁目 → 幕山口 → 東陽台上 → 幕山東公園 → 大谷台小学校 → 東朋中学校前 → 幕山口 → 伊勢丘三丁目 → 高屋団地 → 広大附属校前 → 東福山駅口 → 千間土手東 → 新橋 → 福山駅前
  - 井笠バス.C運行分は、2013年9月末をもって廃止（同時に伊勢丘団地入口経由も廃止）。
  - 2013年12月から幕山団地を立ち寄る経路に変更し、幕山口で福山市東部ゾーンバスに接続。
  - 平日の始発便は幕山口始発幕山団地・大谷台団地経由（8号線）。平日の最終便は幕山団地・大谷台団地経由幕山口止め（81号線2系統）。

福山市東部ゾーンバス
- 27-1・27-2/2-7 鋼管病院 - 旭ヶ丘団地上 - ローズタウン中 - 伊勢丘団地入口 - 伊勢丘三丁目 - 伊勢丘団地 - 幕山口 - 鳳団地 - 大門高校前 - 大門駅北口
  - 井笠バスカンパニーと共同運行。井笠バス.C運行分は、2024年4月1日から運行。
  - 2020年3月29日から土曜日・日曜日・祝日運休。
  - 大門高校前 - 大門駅北口の区間便（27号線2系統・2号線7系統）もある。
  - 大門駅北口は旧鴨方往来上に位置し、大門駅から北に約300m離れている。

明王台線
- 6/61 福山駅前 - 市役所前 - 本庄 - 神島橋 - 明王台センター - 瀬戸調整池前
  - 鞆鉄道と共同運行。

福山市内中心部循環路線「まわローズ」

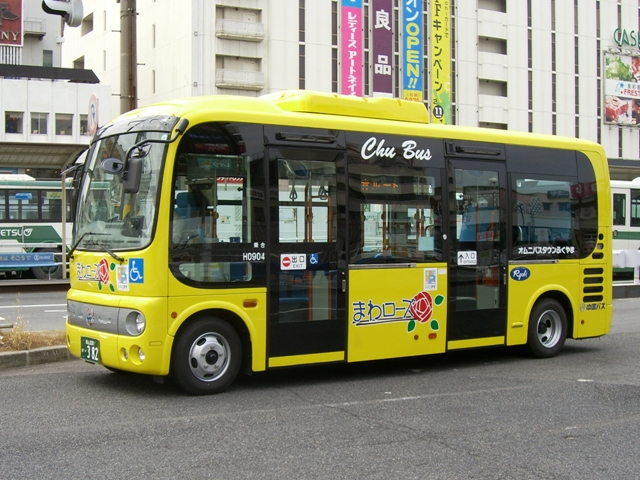
福山市内中心部循環バス「まわローズ」
井笠バスカンパニー・鞆鉄道との3社共通カラー

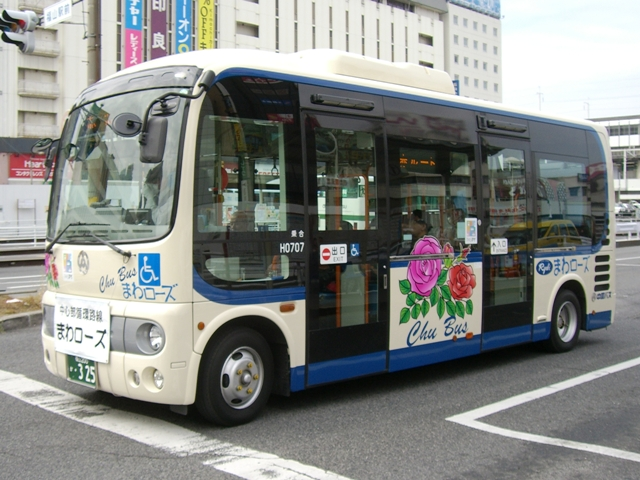
福山市内中心部循環バス「まわローズ」
まわローズ運行開始以前からの車両。2012年現在は府中ぐるっとバスにコンバート。

- 02 （青ルート）福山駅北口 → 伏見町 → 入船町 → 東警察署前 → 三吉町南 → すこやかセンター前 → 新橋 → リーデンローズ入口 → ばら公園前 → 霞町 → 市役所東 → 福山駅前 → 市役所北 → リム・ふくやま前 → 福山駅北口
  - 2009年2月21日運行開始。井笠バスカンパニー・鞆鉄道と共同運行。1乗車につき大人（中学生以上）160円、小人（小学生）80円。
  - 赤ルート（01号線、青ルートの逆回り）は2019年3月末をもって廃止[20]。
    - 2019年2月1日 - 28日の期間限定実証運行として、赤ルートは以下の区間に変更し、青ルートは従来通り運行[21]
      - （（新）赤ルート）ポートプラザ日化→新橋→御船町二丁目→旭町→北三吉→深津住宅→三吉町→五丁目→蔀山→巌山→綱木→下大目→南蔵王→宮の端→地場産業振興センター→メモリアルパーク→地場産業振興センター南→東深津→松原→すこやかセンター前→新橋→ポートプラザ日化

    - 2019年3月1日 - 31日の期間は、赤ルートは通常の区間に変更し、通常より減便したダイヤで運行。青ルートは従来通り運行。
    - 当初は中国バスが青ルート・赤ルートの両方を、鞆鉄道が赤ルートを、井笠鉄道→井笠バス.Cが青ルートを担当していたが、赤ルートが深津地区向けの実証運行に変更された際、実証運行路線は全便中国バスが担当し、青ルートが3社の担当となった。赤ルートの廃止後は引き続き3社で分担して青ルートを担当している。

#### 福山郊外
長距離路線としては主に福山駅と県北の油木（現神石高原町）、東城（現庄原市）を結ぶもの（福東線）および福山駅から府中へ、また県道24号を通じ、木ノ山および国道486号を通じ尾道市の御調地区に達するものがある。木ノ山方面の路線は「福庄線」と称し上下および庄原まで達していたが、現在は路線が寸断されている。また、市北方の駅家（駅家団地・服部線）・芦田地区については、福山駅との直通運転を取り止め、途中停留所（中国中央病院ほか）で乗り換えるゾーンバス制度が導入された。この他、府中市周辺の山間部に路線を持つ。
井笠バスカンパニーとの共通区間において、定期券の共通利用が可能（共通する全区間で適用）。
福山 - 東城別 - 姫谷 - 上井関 - 油木 - 東城線（東廻り）
- 1-3/13・13-1 福山駅前 - 暁の星学院入口（旧称:深津住宅） - 広尾 - 十九軒屋 - 道上 - 加茂昭和橋（国道） - 東城別（国道） - 姫谷 - 道の駅さんわステーション - 上井関 - 油木車庫 - 東城（東城出張所） - 東城駅前
  - 以前は道上経由は広尾まで国道2号線 - 千間土手東 - 国道182号線経由での運行だったが、2000年代初期（時期不明）に現在の経路に変更された。
  - 日曜日・祝日運休。

高蓋 - 小畠 - 油木線
- 高蓋 - 小畠局前 - 神石高原町立病院 - 油木車庫
  - 土曜日・日曜日・祝日運休。

福山 - 中国中央病院線
- 1-2/12-2 福山駅前 - 奈良津 - 薮路住宅前 - 横尾駅前 - 森脇 - 下岩成（県道391号） - 中国中央病院
  - 2020年3月29日から土曜日・日曜日・祝日運休。
  - 中国中央病院線は井笠バスカンパニー（83号線・8号線3系統：千間土手東・福山市民病院経由）も運行されている。
  - 中国中央病院 - 平成車庫間は2021年3月末をもって廃止（同時に平成車庫も廃止。現在の両備バス広島営業所）。
  - 中国中央病院で北振バスのフジグラン前・中国中央病院 - 粟根 - 山野田原線・フジグラン・中国中央病院 - 粟根 - 広瀬中学校前・楠田線と接続[12][22]。ただし北振バスではPASPY・全国交通系ICカードは使用できない。

福山 - 新市 - 府中線
- 1/11 福山駅前 - 奈良津 - 薮路住宅前 - 横尾駅前 - 森脇 - 小畠病院前 - 近田東 - 新市駅前 - 高木 - 臼井 - 鵜飼 - 府中郵便局前 - 府中駅前 - 飛屋町 - 目崎車庫

府中 - 本山 - 金丸線
- 道の駅びんご府中 - 飛屋町 - 府中駅前 - 本山 - 本山団地上 - 金丸車庫
- 道の駅びんご府中 - 飛屋町 - 府中駅前 - 桜が丘2丁目 - 本山団地上

土生・栗柄線
- 道の駅びんご府中 - 大池 - 府中東高 - 南宮台団地南 - 登呂茂口 - 扇橋 - 荒神社前 - 臼井 - 府中市民病院
  - 2022年4月1日運行開始。1乗車につき大人（中学生以上）200円、小人（小学生）100円。府中ぐるっとバスとの乗り継ぎの場合は大人（中学生以上）のみ乗継券を発行（100円引き）。

南宮台団地線
- 大門 - 南宮台団地南 - 府中東高 - 大池 - 府中駅前 - 府中郵便局前 - 鵜飼 - 道の駅びんご府中 - 大池 - 府中東高 - 南宮台団地南 - 大門
  - 上記は右回り。左回りは文末方向から順番にとまる。
  - 1乗車につき大人（中学生以上）200円、小人（小学生）100円。府中ぐるっとバスとの乗り継ぎの場合は大人（中学生以上）のみ乗継券を発行（100円引き）。

府中ぐるっとバス（府中市循環バス）
- （右回り）府中市役所 → 道の駅びんご府中 → 西町 → 府中駅前 → 鵜飼 → 広谷 → 高木 → 臼井 → 府中市役所
- （左回り）府中市役所 → 府中市民病院 → 広谷保育所前 → 府中駅前 → 見晴コミュニティ会館前 → 府中高校前 → 道の駅びんご府中 → 府中市役所
  - 日曜日・祝日運休。
  - 1乗車につき大人（中学生以上）150円、小人（小学生）80円。土生・栗柄線または南宮台団地線との乗り継ぎの場合は大人（中学生以上）のみ乗継券を発行（100円引き）。
  - 2024年4月8日から右回りは小型電気バス（BYD・J6）で運行予定。

府中 - 木ノ山 - 上下線
- 道の駅びんご府中 - 目崎車庫 - 父石大渡橋 - 木ノ山 - 斗升 - 上下駅前

福山 - 新市 - 府中 - 三郎の滝 - 市線
- 1/11-1 福山駅前 - 奈良津 - 薮路住宅前 - 横尾駅前 - 森脇 - 小畠病院前 - 近田東 - 新市駅前 - 高木 - 臼井 - 鵜飼 - 府中郵便局前 - 府中駅前 - 飛屋町 - 目崎車庫 - 父石大渡橋 - 下川辺 - 三郎の滝入口 - 御調高校前 - クロスロードみつぎ - 市出張所
- 1-2/12-1 福山駅前 - 奈良津 - 薮路住宅前 - 横尾駅前 - 森脇 - 下岩成（県道391号） - 中国中央病院 - 駅家町 - 新市駅前 - 高木 - 臼井 - 鵜飼 - 府中郵便局前 - 府中駅前 - 飛屋町 - 目崎車庫 - 父石大渡橋 - 下川辺 - 三郎の滝入口 - 御調高校前 - クロスロードみつぎ - 市出張所
  - 中国中央病院で北振バスのフジグラン前・中国中央病院 - 粟根 - 山野田原線・フジグラン・中国中央病院 - 粟根 - 広瀬中学校前・楠田線と接続[12][22]。ただし北振バスではPASPY・全国交通系ICカードは使用できない。
  - かつては新尾道駅、尾道駅前への直通便（木ノ庄バイパス経由）も存在したが、現在は全てクロスロードみつぎで乗換えである。

福山・金丸 - 新市 - 府中 - 三郎の滝 - 市 - 如水館線
- 1/11-2 福山駅前 - 奈良津 - 薮路住宅前 - 横尾駅前 - 森脇 - 小畠病院前 - 近田東 - 新市駅前 - 高木 - 臼井 - 鵜飼 - 府中郵便局前 - 府中駅前 - 飛屋町 - 目崎車庫 - 父石大渡橋 - 下川辺 - 三郎の滝入口 - 御調高校前 - クロスロードみつぎ - 市出張所 - 諸原 - 畑 - （木ノ庄バイパス） - 石畦 - 木頃本郷 - 中野 - 深下組 - 如水館前
- 1-2 如水館前 → 深下組 → 中野 → 木頃本郷 → 石畦 → （木ノ庄バイパス） → 畑 → 諸原 → 市出張所 → クロスロードみつぎ → 御調高校前 → 三郎の滝入口 → 下川辺 → 父石大渡橋 → 目崎車庫 → 飛屋町 → 府中駅前 → 府中郵便局前 → 鵜飼 →  臼井 → 高木 → 新市駅前 → 駅家町 → 中国中央病院 → 下岩成（県道391号） → 森脇 → 横尾駅前 → 薮路住宅前 → 奈良津 → 福山駅前
  - 如水館中学校・高等学校の休校日は運休。
- 金丸車庫 - 新市駅前 - 臼井 - 鵜飼 - 府中郵便局前 - 府中駅前 - 飛屋町 - 目崎車庫 - 父石大渡橋 - 下川辺 - 三郎の滝入口 - 御調高校前 - クロスロードみつぎ - 市出張所 - 諸原 - 畑 - （木ノ庄バイパス） - 石畦 - 木頃本郷 - 中野 - 深下組 - 如水館前
  - 日曜日・祝日運休。

#### 尾道市周辺

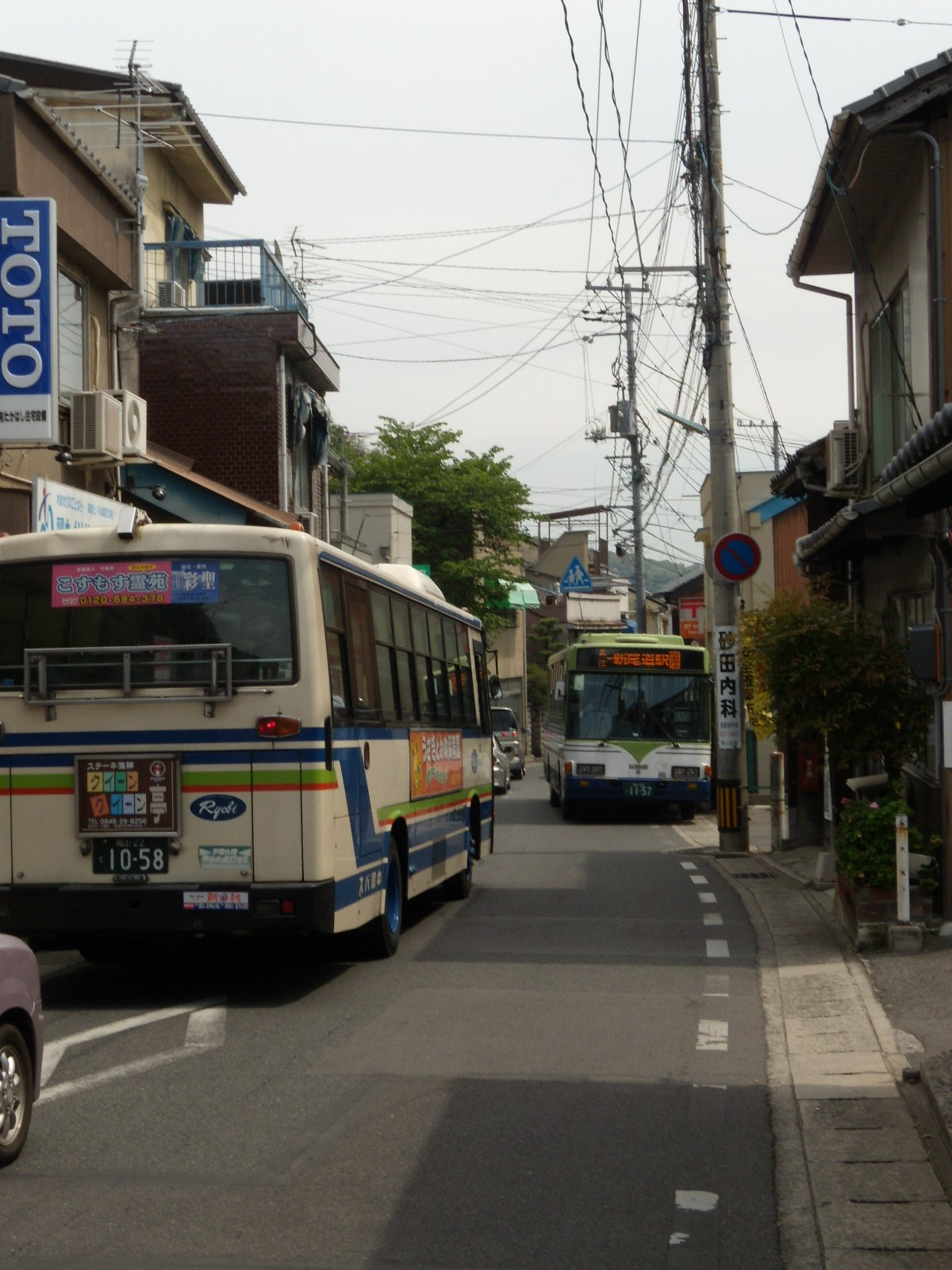
長江通りにて、おのみちバスと離合する中国バスの路線バス

前身の尾道鉄道時代より国道184号を通じ尾道市御調地区（市）、甲山（現世羅町）、三次市への路線を運行していた。かつては尾道 - 市 - 甲山 - 三次を直通運行、および甲山営業所での連絡を行っていたが、現在中国バスの路線としては尾道 - 甲山が残るのみ。
尾道市街地を南北に貫くバス路線は184号を通る桜土手経由、長江通りを経由する長江経由、市道の栗原本通りを経由する栗原経由があり、尾道の市内交通はおのみちバスが担当しているが、現在桜土手経由は中国バスの運行が多い。逆に栗原経由は廃止となっている。
近年まで、郊外バスである中国バスは、旧尾道市営バスエリアであった亀川以南のバス停の数が著しく制限されていた。尾道市営バスがバス停37を有する共通路線内で、中国バスが使用できるバス停は僅か16に過ぎなかった、ただし現在は両社同一となっている。
また県道158号を介し尾道市原田地区への路線を持ち、路線は府中に達している。
PASPY導入後、同社の回数券は廃止されて久しいが、おのみちバスとの競合全区間でおのみちバスの回数券が利用できる。
おのみちバスとの共通区間において、定期券の共通利用が可能（通学定期券を除く。共通する全区間（因島線を除く）で適用）。ただし、中国バス・鞆鉄道はPASPY、おのみちバスはICOCAと異なるため、従来通り紙式定期券での発行となる。また、通学定期券は中国バス・鞆鉄道とおのみちバスで割引率が異なるため共通利用不可。
鞆鉄道との共通区間において、定期券の共通利用が可能（共通する全区間で適用）。
三成・中野・如水館線
- 4/45・43 尾道駅前 - （桜土手経由） - 新尾道駅 - 竹屋口 - 松岡団地口 - 三成 - 木梨口 - 遊亀橋 - 木頃本郷 - 中野 - 深下組 - 如水館前
- 5/55 尾道駅前 - （長江経由） - 新尾道駅 - 亀川局前 - 松岡団地口 - 三成
  - 桜土手経由如水館線は、当初尾道市営バスが貸切車チャーター扱いで運行していたものを路線便として引き継いだもの。
  - 如水館便は桜土手経由（4号線・43号線）のみ担当、長江経由如水館便（5号線・53号線）はおのみちバスが担当する。

尾道 - 市 - 甲山線
- 4/46 尾道駅前 - （桜土手経由） - 新尾道駅 - 竹屋口 - 松岡団地口 - 三成 - 木梨口 - 遊亀橋 - 木頃本郷 - 石畦 - 木門田 - 竜泉寺ダム口 - 畑 - 諸原 - 市出張所 - クロスロードみつぎ - 御調高校前
- 4/47 尾道駅前 - （桜土手経由） - 新尾道駅 - 竹屋口 - 松岡団地口 - 三成 - 木梨口 - 遊亀橋 - 木頃本郷 - 石畦 - 木門田 - 竜泉寺ダム口 - 畑 - 諸原 - 市出張所 - クロスロードみつぎ - 御調高校前 - 大和橋 - 大和公民館前 - 甲山営業所
- 5/57 尾道駅前 - （長江経由） - 新尾道駅 - 亀川局前 - 松岡団地口 - 三成 - 木梨口 - 遊亀橋 - 木頃本郷 - 石畦 - 木門田 - 竜泉寺ダム口 - 畑 - 諸原 - 市出張所 - クロスロードみつぎ - 御調高校前 - 公文東 - 大和大橋 - 甲山営業所

尾道 - 原田線
- 5/58 尾道駅前 - （長江経由） - 新尾道駅 - 亀川局前 - 松岡団地口 - 三成 - 木梨口 - 瓦焼 - 枝上
  - 2019年4月から土曜日・日曜日・祝日運休。
  - かつては原田 - 細迫 - 目崎線との直通便も存在したが、後に全て枝上で乗換えとなっていた。旧尾道市営バスが枝上まで乗り入れた時期もあった。

甲山 - 吉舎 - 三次線
- 甲山営業所 - （世羅中学前） - 昼ヶ草 - （門之下） - 中安田 - 下戸張 - 檜村口 - 宇賀別 - 吉舎駅 - 三良坂駅前 - 塩町 - 三次ワイナリー - 三次中央病院 - 十日市南三丁目（旧称：三次ロイヤルホテル前） - 三次駅前 - 三次もののけミュージアム
  - 2020年3月29日から土曜日・日曜日・祝日運休。
  - 三次もののけミュージアム - 尾関山公園間は、2021年6月末をもって廃止。
  - 公立世羅中央病院・世羅中学・上安田経由便は、2021年9月末をもって廃止。

#### 三原市周辺
三原駅より県道25号を経由し、久井町（現三原市）から甲山営業所に至る。また、市街地において三原市交通局と共同運行を行っていたが、現在は如水館関連の路線及び三原市交通局の民営移譲に伴い移管された八幡線（現在は全て垣内で乗換え、垣内 - 本庄佃橋間は八幡町民タクシー「さくら号」（八幡町内会が運営し、久井交通が受託運行する予約制乗合タクシー、月曜日・水曜日・金曜日のみ運行）に移行）を除き撤退した。三原駅南口のバスターミナルからは、空港リムジンバスを除き中国バスの姿は見られなくなった。如水館へは尾道、甲山、府中、御調、福山方面からもスクール便を運行している。
鞆鉄道との共通区間において、定期券の共通利用が可能（共通する全区間で適用）。
芸陽バスとの共通区間において、定期券の共通利用が可能（城町 - 三原駅前 - 垣内 - （この間途中乗降不可） - 坂井原 - 羽倉 - 黒郷和木 - 久井支所前間のみで適用）。
如水館・深線
- 7/70 三原駅前 - 三原小前 - 大橋 - 東高校前 - 干川神社 - 別所 - 如水館前 - 深下組
  - 鞆鉄道と共同運行。
  - 芸陽バス運行分は、2016年3月末をもって廃止。

三原 - 久井 - 甲山線
- 6/60 三原駅前 - 垣内 - 石走 - 坂井原 - 羽倉 - 黒郷和木 - 久井支所前 - 林崎谷（はいさきだに） - 下津川崎 - 公立くい診療所前 - 田打 - 公立世羅中央病院 - 甲山営業所
- 6-1/60-1 三原駅前 - 垣内 - 石走 - 室町 - 大下 - 下津川崎 - 公立くい診療所前 - 田打 - 公立世羅中央病院 - 甲山営業所
  - かつては如水館直通便も存在したが、現在は全て三原駅前で乗換えである。
  - かつては本庄佃橋直通便（八幡線）も存在したが、現在は全て垣内で乗換えである（垣内 - 本庄佃橋間は八幡町民タクシー「さくら号」（八幡町内会が運営し、久井交通が受託運行する予約制乗合タクシー、月曜日・水曜日・金曜日のみ運行）に移行[23][24][25]）。
  - 城町 - 三原駅前 - 垣内 - （この間途中乗降不可） - 坂井原 - 羽倉 - 黒郷和木 - 久井支所前間（如水館・深線（中国バス・鞆鉄道）との乗継定期券を含む。）のPASPY定期券（区間内のものに限る）は芸陽バスとの並行区間で相互利用可能となっている。ただし、垣内 - 坂井原間で中国バスが経由しない芸陽バス単独のバス停（垣内砂田 - 流天橋間）、芸陽バスが経由しない中国バス単独のバス停（豊田 - 石走間）は共通定期券制度の対象外となる[26]。

#### 廃止された系統
福山駅前 - 福山港・箕島・箕沖線（福山港 - 箕沖間は2021年9月末をもって廃止。福山港発着は存続）
- 42-1→4-2 福山駅前 → 五本松（現：ファーマシィ本社前） → 福山医療センター → 誠信幼稚園前（現：中山眼科前） → 福山港 → 水ヶ浦 → 箕沖五番 → 箕沖一番（現：メック広島前） → 水ヶ浦 → 福山港 → 安全衛生試験センター → 誠信幼稚園前（現：中山眼科前） → 福山医療センター → 五本松（現：ファーマシィ本社前） → 福山駅前
  - 福山港 - 箕沖間は土曜日・日曜日・祝日運休。

新浜循環線（2021年9月末をもって廃止）
- 91 福山駅前 → 松浜二丁目 → 新浜 → ばら公園前 → 福山駅前
  - 右回りのみ運行。

本庄循環線（2021年9月末をもって廃止）
- 72-1 福山駅前 → 市役所前 → 西町三丁目 → 木之庄 → 北本庄キャンパス → 葦陽高校前 → 北本庄二丁目（現：備後本庄駅東口） → 西町三丁目 → 市役所前 → 福山駅前
  - 左回りのみ運行。土曜日・日曜日・祝日運休。
  - 右回り（72号線）は2018年10月末をもって廃止。

福山駅前 - 郷分 - 中津原下線（2021年9月末をもって廃止）
- 7-4/74 福山駅前 - 市役所前 - 本庄 - 神島橋 - 山手橋 - 郷分 - 中津原下
  - 2020年3月29日から土曜日・日曜日・祝日運休。
  - アサヒタクシー・グリーンタクシー・中国タクシー・ニコニコ観光・松永タクシー・日の丸タクシー「いずみ乗合タクシー」（予約制乗合タクシー）に移行[27][28][29]。

福山駅前 - 手城 - 引野口 - 旭ヶ丘団地線（2021年9月末をもって廃止）
- 21-3→2 福山駅前 → 手城二丁目 → 手城小学校 → 沖浦公園前 → 引野口 → 引野農協 → 旭ヶ丘団地下 → 四十分団地 → 旭ヶ丘団地 → 引野農協 → 沖浦公園前 → 引野口 → 手城小学校 → 手城二丁目 → 福山駅前
  - 2018年11月から平日減便（午前1便のみ運行）、土曜日・日曜日・祝日運休。
  - 旭ヶ丘団地線は井笠バスカンパニー（82号線→8号線2系統：千間土手東・東福山駅口経由、1日2便のみ運行）も運行されていた（2000年代初期までは中国バスも同経路だった）。
  - これに伴い、2021年10月からは井笠バスカンパニーの旭ヶ丘団地線（82号線→8号線2系統：千間土手東・東福山駅口経由）が1日4便に増便された（2024年3月末をもって廃止。「引野地区乗合タクシー」（予約制乗合タクシー）に移行）[30]。

福山駅前 - 深津隧道 - ローズタウン - 鋼管病院・鋼管町線（2018年10月末をもって廃止）
- 2-2/22 福山駅前 - 西深津三丁目 - 労働会館前 - 広大附属校前 - 高屋団地 - 伊勢丘三丁目 - 伊勢丘団地入口 - ローズタウン中 - 旭ヶ丘団地上 - 鋼管病院 - 鋼管町

盈進学園線（2021年9月末をもって廃止）
- 1/14 福山駅前 - 奈良津 - 薮路住宅前 - 千田 - 千田小学校前 - 盈進学園前
  - 土曜日・日曜日・祝日・盈進中学校・盈進高等学校の休校日は運休。
  - 盈進高等学校の男女共学化時に直行便の学生専用スクールバスとして設定され、その後一般路線化された際に千田・千田小学校前バス停が設けられ、現在はノンストップではない（福山都市圏交通円滑化総合計画推進委員会の『おでかけふくやマップ[31]』で各停留所の時刻が検索可能）。

福山 - 中国中央病院 - 加茂線（2024年3月末をもって廃止。中国中央病院発着は存続）
- 1-2/12 福山駅前 - 奈良津 - 薮路住宅前 - 横尾駅前 - 森脇 - 下岩成（県道391号） - 中国中央病院 - 上岩成 - 四ツ角 - 東城別（県道） - 加茂支所前（現：加茂ハイツ入口） - 芦原 - 粟根
  - 2020年3月29日から土曜日・日曜日・祝日運休。
  - 代替として北振バスのフジグラン前・中国中央病院 - 粟根 - 山野田原線を増便。中国中央病院で中国バスの福山 - 中国中央病院線（12号線2系統・1号線2系統）・福山 - 中国中央病院 - 新市 - 府中 - 三郎の滝 - 市線（12号線1系統・1号線2系統）・井笠バスカンパニーの福山 - 国道 - 福山市民病院 - 中国中央病院線（83号線・8号線3系統）と北振バスのフジグラン前・中国中央病院 - 粟根 - 山野田原線・フジグラン・中国中央病院 - 粟根 - 広瀬中学校前・楠田線が接続している。ただし北振バスではPASPY・全国交通系ICカードは使用できない。

近田循環線（2024年3月末をもって廃止）
- 12-3→1 福山駅前 → 奈良津 → 薮路住宅前 → 横尾駅前 → 森脇 → 下岩成（県道391号） → 中国中央病院 → 駅家町 → 近田東 → 小畠病院前（旧称：山守） → 森脇 → 横尾駅前 → 薮路住宅前 → 奈良津 → 福山駅前
  - 左回りのみ運行。2018年11月から平日減便（朝1便のみ運行）、土曜日・日曜日・祝日運休。
  - 右回り（11号線3系統→1号線2系統）は2018年10月末をもって廃止。

福山 - 東城別 - 上井関 - 小畠 - 高蓋線（東廻り、2021年9月末をもって廃止）
- 1-2/12-6 福山駅前 - 奈良津 - 薮路住宅前 - 横尾駅前 - 森脇 - 下岩成（市道） - 上岩成 - 四ツ角 - 東城別（県道） - 姫谷 - 道の駅さんわステーション - 上井関 - 小畠局前 - 神石高原町立病院 - 小畠局前 - 高蓋
  - 2018年11月から土曜日・日曜日・祝日運休。

福山 - 東城別 - 姫谷 - 上井関 - 油木 - 東城線（東廻り、2021年9月末をもって廃止）
- 1-2/12-4・12-5 福山駅前 - 奈良津 - 薮路住宅前 - 横尾駅前 - 森脇 - 下岩成（市道） - 中国中央病院 - 上岩成 - 四ツ角 - 東城別（県道） - 姫谷 - 道の駅さんわステーション - 上井関 - 油木車庫 - 東城（東城出張所） - 東城駅前

福山 - 新市 - 高蓋 - 小畠 - 油木線（西廻り、2021年9月末をもって廃止。高蓋 - 油木間は存続）
- 1/11-4 福山駅前 - 奈良津 - 薮路住宅前 - 横尾駅前 - 森脇 - 山守（現：小畠病院前） - 近田東 - 新市駅前 - 金丸車庫 - 高蓋 - 小畠局前 - 神石高原町立病院 - 油木車庫

福山 - 新市 - 高蓋 - 田頭 - 牧 - 呉ヶ峠線（西廻り、2021年9月末をもって廃止）
- 1/11-5 福山駅前 - 奈良津 - 薮路住宅前 - 横尾駅前 - 森脇 - 山守（現：小畠病院前） - 近田東 - 新市駅前 - 金丸車庫 - 高蓋 - 階見下 - 田頭 - 牧 - 呉ヶ峠 - 神石支所前
  - 土曜日・日曜日・祝日運休。

福山 - 新市 - 高蓋 - 田頭 - 牧 - 呉ヶ峠 - 東城線（西廻り、直通便は、2016年9月末をもって廃止、神石支所前-東城駅前間は、2017年3月末をもって廃止）
- 福山駅前 - 奈良津 - 薮路住宅前 - 横尾駅前 - 森脇 - 山守（現：小畠病院前） - 近田東 - 新市駅前 - 金丸車庫 - 高蓋 - 階見下 - 田頭 - 牧 - 呉ヶ峠 - 神石支所前 - 帝釈峡神竜湖 - 東城（東城出張所） - 東城駅前
  - 2016年10月から福山駅前-呉ヶ峠-神石支所前間（現存）と呉ヶ峠-神石支所前-東城駅前間（2017年3月末をもって廃止）に分割。

呉ヶ峠 - 牧 - 油木線（2017年3月末をもって廃止）
- 神石支所前 - 呉ヶ峠 - 牧 - 油木車庫
  - 神石高原町町営バスに移行。2019年1月4日から犬瀬（旧称：帝釈峡神竜湖） - 神石支所前間を延長。

フジグラン前 - 中国中央病院 - 駅家 - 服部線（2019年9月末をもって廃止）
- フジグラン前 - 中国中央病院 - 上岩成 - 四ツ角 - 万能倉 - （毘沙門寺 ← 駅家団地 ← 西公園前 ← 毘沙門寺） - 駅家 - 服部
  - アサヒタクシー・アシナトランジット・日の丸タクシー・中国タクシー・グリーンタクシー・谷本タクシー「服部ピッカリ乗合タクシー」（予約制乗合タクシー）に移行[33][34][35]。

フジグラン前 - 中国中央病院 - 駅家団地線（2020年9月末をもって廃止）
- フジグラン前 → 中国中央病院 → 駅家町 → 毘沙門寺 → 西公園前 → 駅家団地 → 毘沙門寺 → 駅家町 → 中国中央病院 → フジグラン前
  - 2020年3月29日から土曜日・日曜日・祝日運休。

フジグラン前 - 中国中央病院 - 柞磨線（2020年9月末をもって廃止）
- フジグラン前 - 中国中央病院 - 下岩成（県道391号） - 山守（現：小畠病院前） - （動物園前） - 芦田局前 - 柞磨（たるま）
  - 2020年3月29日から土曜日・日曜日・祝日運休。
  - 「芦田地区乗合タクシー」（予約制乗合タクシー）に移行。

新市駅前 - 天満線（2020年9月末をもって廃止）
- 新市駅前 - 戸手高校前 - 芦田局前 - 天満
  - 2020年3月29日から土曜日・日曜日・祝日運休。
  - 「芦田地区乗合タクシー」（予約制乗合タクシー）に移行。

栗柄 - 府中 - 荒谷線（2010年9月末をもって廃止）
（旧）栗柄線（2022年3月末をもって廃止）
- 目崎車庫 - 道の駅びんご府中 - 府中市民病院 - 臼井 - 荒神社前 - 扇橋 - 登呂茂口
  - 2022年4月1日から経路を変更し、土生・栗柄線として運行。

上下 - 田総 - 庄原線（2012年9月末をもって廃止）
- 上下駅前 - 土居 - 田総車庫 - （田総の里西） - 田総車庫 - 赤川 - 庄原インター入口 - 庄原中学校 - 庄原駅前
  - 一部の便は、目崎車庫まで運行されていた。

上下 - 高蓋線（2017年9月末をもって廃止）
- 上下駅前 - 階見下 - 高蓋

上下 - 後谷入口 - 田頭 - 牧 - 呉ヶ峠線（2017年9月末をもって廃止）
- 上下駅前 - 後谷入口 - 田頭 - 牧 - 呉ヶ峠 - 神石支所前

上下 - 太郎丸（2017年9月末をもって廃止）
上下 - 田総 - 三良坂線 （上下-三良坂線・太郎丸-田総間は、2011年3月末をもって廃止）
- 上下駅前 - ＜甲奴駅前-太郎丸/土居＞ - 田総車庫 - 田総の里西 - 三良坂駅前
  - 土居-三良坂間の区間便もあった、遡れば、三次-三良坂-田総-土居（総領線）。
  - 日曜日・祝日運休。

尾道 - 運動公園 - 石畦線（2019年3月末をもって廃止）
- 4/44 尾道駅前 - （桜土手経由） - 新尾道駅 - 竹屋口 - 運動公園 - 木頃本郷 - 石畦
  - 土曜日・日曜日・祝日のみ運行。
  - 5/54 尾道駅前 - （長江経由） - 新尾道駅 - 亀川局前 - 運動公園は、おのみちバスの運行である（現在も運行）。プロ野球開催時等のしまなみ球場発着臨時便も、桜土手経由を中国バスが、長江経由便をおのみちバスがそれぞれ担当する。

尾道工業団地線（2020年3月28日をもって撤退）
- 4/40・41 尾道駅前 - （桜土手経由） - （新尾道駅） - 竹屋口 - 松岡団地口 - 三成 - 木梨口 - 尾道工業団地 - びんご運動公園北門
  - 尾道工業団地発着便（4号線・40号線）は新尾道駅構内には入らない。
  - おのみちバスとの共同運行。
  - 中国バス運行分は、2020年3月28日をもって廃止。2020年3月29日からは全便おのみちバスの運行。

尾道 - 市 - 市ふれあいの里線（2020年3月28日をもって廃止）
- 5/56 尾道駅前 - （長江経由） - 新尾道駅 - 亀川局前 - 松岡団地口 - 三成 - 木梨口 - 遊亀橋 - 木頃本郷 - 石畦 - 木門田 - 竜泉寺ダム口 - 畑 - 諸原 - 市出張所 - クロスロードみつぎ - 御調高校前 - 市ふれあいの里（尾道ふれあいの里）

原田 - 細迫 - 目崎線（2018年9月末をもって廃止）
- 枝上 - 細迫 - 三郎の滝入口 - 下川辺 - 父石大渡橋 - 目崎車庫
  - 日曜日・祝日運休。1往復のみ。
  - かつては尾道 - 原田線との直通便も存在したが、その後、全て枝上で乗換えとなっていた。府中発枝上行きバス方向幕には＜尾道連絡＞の表記が残されている。
  - 中国交通「みつぎ乗合タクシー」（予約制乗合タクシー）に移行[41]。

市 - 菅 - 三郎の滝 - 目崎線（2018年9月末をもって廃止）
- 市出張所 - クロスロードみつぎ - 御調高校前 - 菅 - 細迫 - 三郎の滝入口 - 下川辺 - 父石大渡橋 - 目崎車庫
  - 日曜日・祝日運休。
  - 中国交通「みつぎ乗合タクシー」（予約制乗合タクシー）に移行[41]。

市 - 津蟹 - 垣内線（2018年9月末をもって廃止）
- 市出張所 - みつぎ総合病院 - 御調高校前 - クロスロードみつぎ - 倉戸 - ＜津蟹/本庄佃橋＞ - 垣内
  - 中国交通「みつぎ乗合タクシー」（予約制乗合タクシー）・八幡町民タクシー「さくら号」（八幡町内会が運営し、久井交通が受託運行する予約制乗合タクシー、月曜日・水曜日・金曜日のみ運行）に移行[24][25][41]。

市 - 綾目 - 山岡線（2018年9月末をもって廃止）
- クロスロードみつぎ - ＜北保育所/御調高校前＞ - （みつぎ総合病院） - 市ふれあいの里 - 綾目 - 山岡
  - 日曜日・祝日運休、御調町営バスから引き継いだ路線。
  - 中国交通「みつぎ乗合タクシー」（予約制乗合タクシー）に移行[41]。

甲山 - 下戸張 - 吉舎 - 三次線（公立世羅中央病院・世羅中学・上安田経由便は2021年9月末をもって廃止）
- 甲山営業所 - 公立世羅中央病院南 - 世羅中学校前 - 世羅高校前 - 昼ヶ草 - 門之下 - 上安田集会所 - 中安田 - 下戸張 - 檜村口 - 宇賀別 - 吉舎駅 - 三良坂駅前 - 塩町 - 三次ワイナリー - 三次中央病院 - 三次ロイヤルホテル前（現：十日市南三丁目） - 三次駅前 - 三次もののけミュージアム
  - 三次もののけミュージアム - 尾関山公園間は、2021年6月末をもって廃止。
- 甲山営業所 - 甲山バイパス東口 - 世羅町役場 -  公立世羅中央病院南 - 世羅中学校前 - 世羅高校前 - 昼ヶ草 - 門之下 - 上安田集会所 - 中安田 - 下戸張
  - 日曜日・祝日運休。
  - 甲山-下戸張の区間便もあるが、甲山バイパス東口、公立世羅中央病院や世羅中学に立ち寄るほか、上安田を経由するなど経路が大幅に異なる。

甲奴 - 吉舎 - 三次線（2023年6月16日をもって廃止）
- 甲奴駅前 - 宇賀別 - 檜村口 - 宇賀別 - 吉舎駅 - 三良坂駅前 - 塩町 - 八次駅前 - 三次高校前 - 三次ロイヤルホテル前（現：十日市南三丁目） - 三次中央病院 - 三次ロイヤルホテル前 - 三次駅前
  - 土曜日・日曜日・祝日運休。
  - 2023年6月16日をもって廃止[42]。

甲山 - 小国線（2021年9月末をもって廃止）
- 甲山営業所 - 甲山バイパス東口 - 世羅町役場 - 公立世羅中央病院 - 世羅高校前 - 世羅中学校前 - 重永盛田 - 賀茂 - 津久志峠 - サンシャインせら - 小国
  - 2020年3月29日から土曜日・日曜日・祝日運休。
  - 芸陽バスの同路線を引き継いだもの。
  - 「せらまちタクシー」（世羅町在住者に限る。会員制・予約制乗合タクシー）に移行[43]。

八幡線
- 三原駅前 - 垣内 - 本庄佃橋
  - 三原市交通局から移譲された路線。後に、全て垣内で乗換えとなっていた（三原 - 久井 - 甲山線と市 - 津蟹 - 垣内線（2018年9月末をもって廃止。八幡町民タクシー「さくら号」（八幡町内会が運営し、久井交通が受託運行する予約制乗合タクシー、月曜日・水曜日・金曜日のみ運行）に移行[23][24][25]）。

## 車両

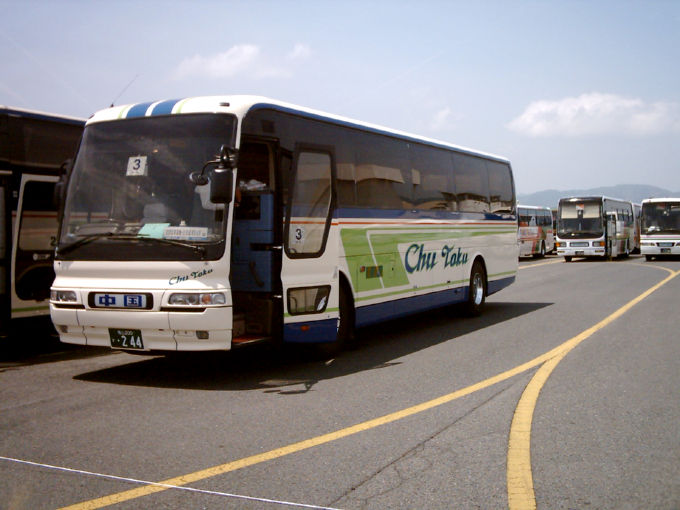
観光バス車両
写真はかつて関連会社だった中国タクシー（両備グループ入りせず独立）の車両で、デザインは中国バスと同一だがロゴが異なる（現在は独自カラーを採用）。

いすゞ製と日野製が中心で、一部に三菱ふそう製も在籍する。使用年数が長いため経年車が多く残っているのも特徴で、一般路線バスでは中古車も導入している。
高速路線用にも短距離路線を中心に中古車が多く、最近では親会社の両備グループ各社からの移籍もある。三菱ふそう製の新車はこれまで導入してこなかったが、両備グループ入りにより、2007年は三菱ふそう製の新車が登場している。また、中古車として1980年代中期以降在籍がなかった日産ディーゼル（当時、現「UDトラックス」）製も一般路線バス用に導入された。
三菱ふそう製の観光バスタイプの車両は、新しく導入された排ガス浄化システム（尿素SCRシステム）が使われていることから、尿素水を補充する体制を整えた上で導入された。また、一般路線バス用として日野・ポンチョが2007年10月23日から福山市内線を中心に導入された。
2010年には、高速バス用にヒュンダイ・ユニバースを導入。国産新車よりも価格面で優れ貸切・高速路線問わず多数が導入されたが、車両の不具合が頻発したことにより近年では高速路線については国産中古車 による代替が進行している。
両備ホールディングス傘下となった後、順次車両に両備グループのCIロゴ「RYOBI GROUP Ryobi」と新社章（両備ホールディングスと同じ）が入れられた。一般路線バス車両は両備バスのそれに準じた新塗色（青と白）への統一が順次進められているが、中古・古参車両と新車でデザインが若干異なる。高速バス車両はドリームスリーパー Superior Classを除き旧中国バスのデザインを踏襲しているが、2017年以降より新デザイン「ローズスター」を採用した車両が投入された。貸切バス車両についても旧中国バス時代のものを踏襲したが、2017年以降導入車両より、一部で新デザイン「ビンゴスター」カラーも採用されている。

### 車両番号
両備グループ入りにより、親会社の両備ホールディングスの付番規則に準じた車両番号が付けられた。車両番号はメーカーを表すアルファベット1文字と、導入年・用途を表す4桁の数字が付番される。付番規則は以下の通り。車両の更新・改造を実施した場合は改番される。
例：F0709
| F        | 07 | 09         |
| -------- | -- | ---------- |
| メーカー | 年 | 用途・種別 |

- シャーシメーカー
B…BYD
F…三菱ふそう
G…現代自動車
H…日野自動車
I…いすゞ自動車（自社導入車両）
N…日産ディーゼル（現：UDトラックス）
T…トヨタ自動車
Z…いすゞ自動車（井笠鉄道からの移籍車）
- 年
新車および、旧中国バス時代の中古車・更新・改造車は、年式の西暦下2桁
新会社以後の中古車・更新・改造車は、購入・更新・改造年の西暦下2桁
- 用途・種別
01 - 30 … 新車および、旧中国バス時代の中古車・更新・改造車
31 - 99 … 新会社以後の中古車・更新・改造車
井笠鉄道からの移籍車は、井笠時代の番号を引き継いでいるため上記に当てはまらない。

## テレビ番組
- 日経スペシャル ガイアの夜明け 町からバスが消える 「～ 規制緩和で揺らぐ地域の足 ～」（2007年6月19日、テレビ東京）[46] - 両備グループによる経営再建を取材。

## 関連会社
- 両備ホールディングス - 親会社
- 中国トラベル
- 中国交通
- 井笠バスカンパニー
- 中国バス観光(株) - 尾鉄観光開発(株)を社名変更した会社で、岡山市内でモーテル喫茶食堂の経営を行っていた[47]。